# Matavanu
Der Matavanu ist ein aktiver Vulkan im Bezirk Gagaʻemauga der Insel Savaiʻi in Samoa. Die bei seinem Ausbruch vom 4. August 1905 bis November 1911 ausgeflossene Lava bedeckt eine Fläche von 50 km².

## Geographie
Der Matavanu liegt an der Nordflanke der bis zu 1858 m hohen Insel Savaiʻi, der größten Insel Samoas. Der deutsch-schweizerische Vulkanologe Immanuel Friedlaender, der die Insel 1907 besuchte, gab für den höchsten Punkt des Kraterrandes eine Höhe von 708 Metern an, womit dieser achtzig Meter über die unmittelbare Umgebung hinausragte.

## Der Ausbruch von 1905 bis 1911
Der Ausbruch des Matavanu kündigte sich am 25. Juli 1905 durch ein starkes Erdbeben an, dem an den nächsten Tagen weitere folgten. Am 4. August war am Abend ein donnerartiges Krachen zu hören, woraufhin drei Feuersäulen beobachtet wurden. Am 9. August konnte man den ersten Lavastrom erkennen. Während die zunächst häufigen Eruptionen bald seltener wurden und in ihrer Intensität nachließen, floss die Lava sechs Jahre lang, erreichte bereits Anfang 1906 die Nordküste Savaiʻis und zerstörte im Laufe der Zeit mehrere Ortschaften. Es kam vor allem 1906 und 1907 zu kleineren Tsunamis. Der größte am 6. Oktober 1907 erreichte eine Höhe von 3 bis 3,5 Metern, zerstörte ein Bootshaus der Deutschen Handels- und Plantagengesellschaft, richtete sonst aber nur geringe Schäden an. Bis 1908 bildete sich im Krater ein primärer Lavasee.

## Galerie

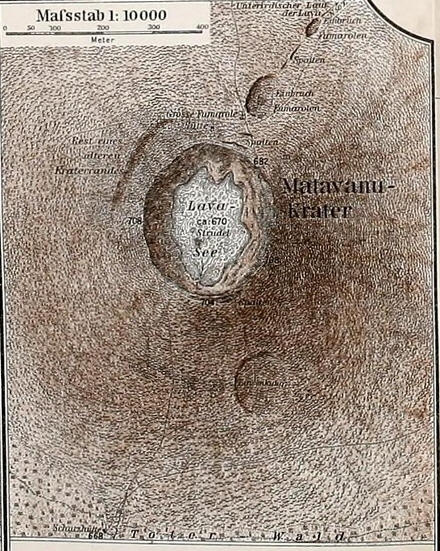
Karte des Matavanukraters (Friedlaender, 1910)
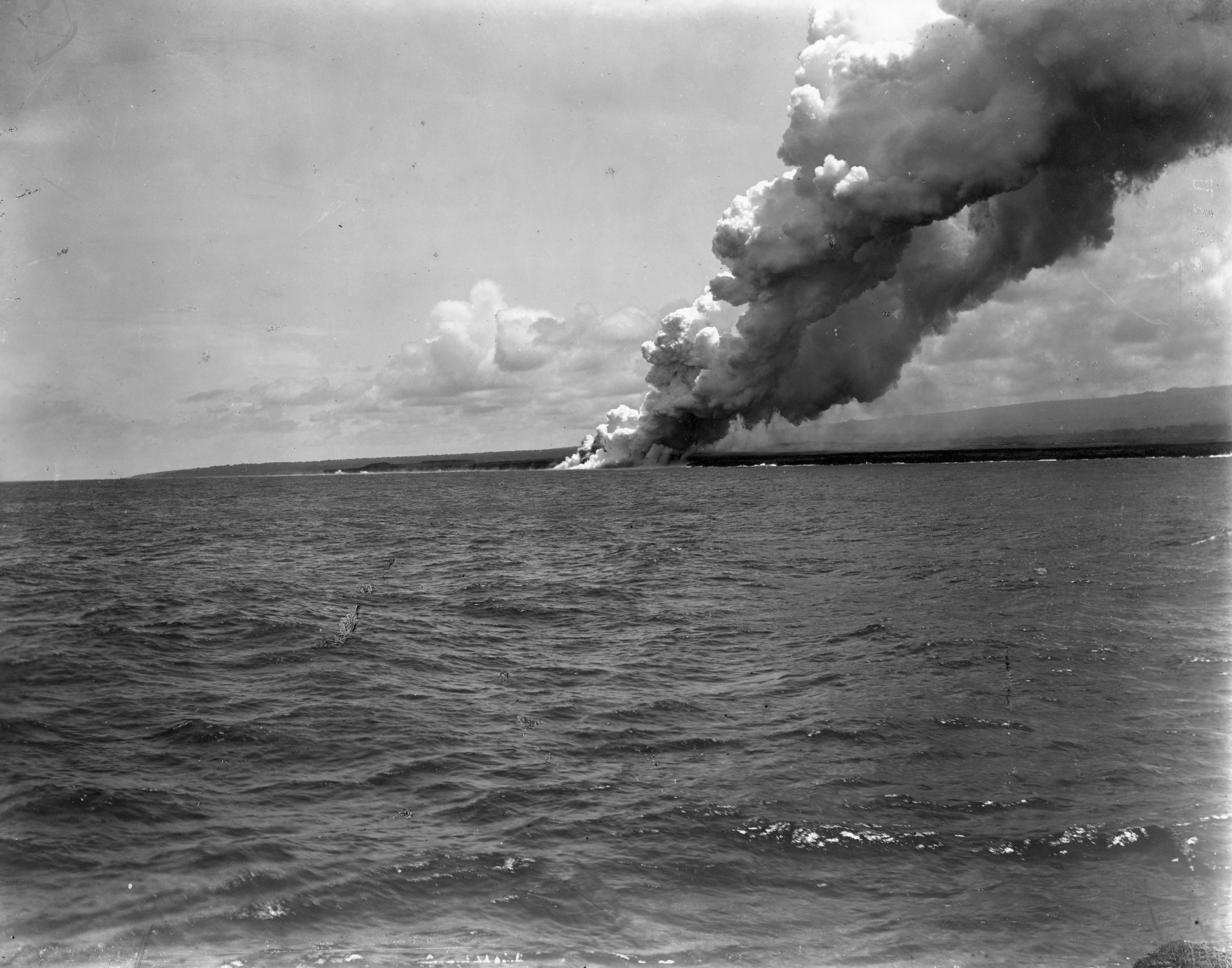
Abfluss der Lava ins Meer
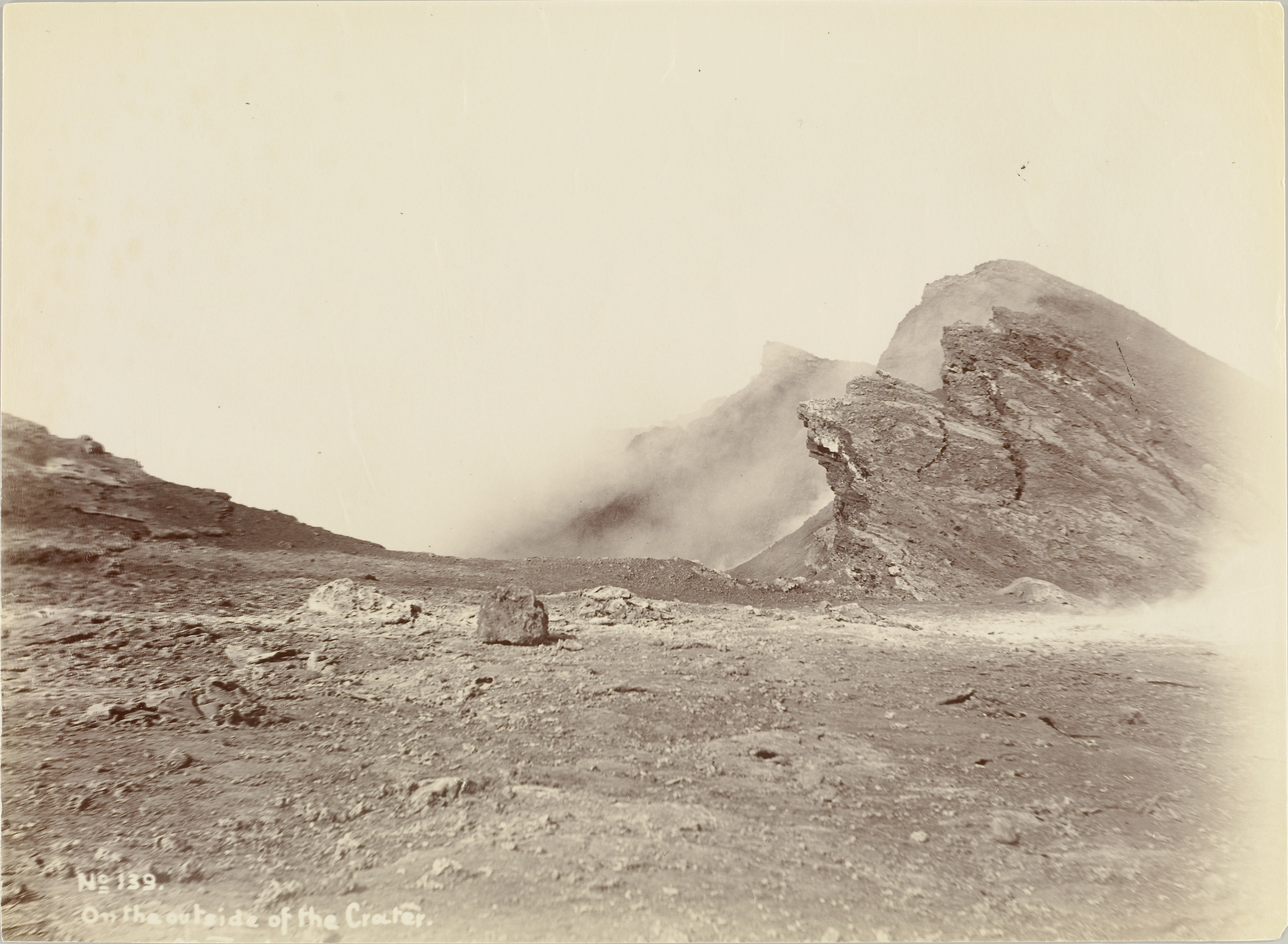
Kraterrand (Friedlaender, 1907)
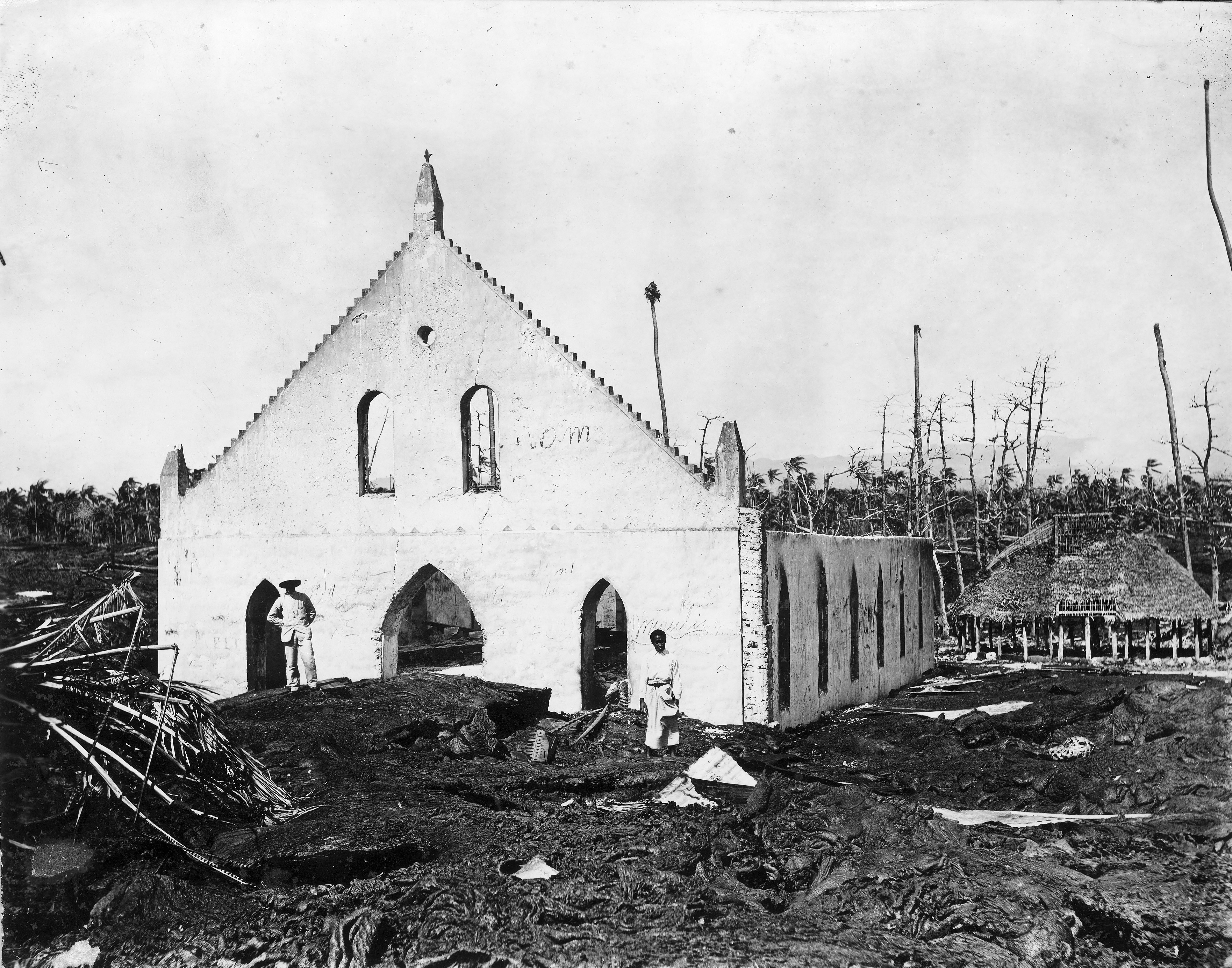
Zerstörte Kirche in Saleaula